# Йоніни
Йоніни (пол. Joniny) — село в Польщі, у гміні Риглиці Тарновського повіту Малопольського воєводства.
Населення — 811 осіб (2011).
У 1975—1998 роках село належало до Тарновського воєводства.

## Географія
Селом протікає річка Шведка.

## Демографія
Демографічна структура станом на 31 березня 2011 року:
|          | Загалом | Допрацездатний вік | Працездатний вік | Постпрацездатний вік |
| -------- | ------- | ------------------ | ---------------- | -------------------- |
| Чоловіки | 387     | 85                 | 259              | 43                   |
| Жінки    | 424     | 86                 | 239              | 99                   |
| Разом    | 811     | 171                | 498              | 142                  |